# 3-й Вирджинский пехотный полк
3-й Вирджинский добровольческий пехотный полк (англ. 3rd Virginia Infantry Regiment) — пехотный полк, набранный в штате Вирджиния во время Гражданской войны в США. Он сражался в основном в составе Северовирджинской армии. Полк числился в составе бригад Колстона, Прайора, Кемпера и Уильяма Терри.

## Формирование
3-й Вирджинский был сформирован в Портсмуте, штат Вирджиния, в 1856 году, из рот, приданных к 7-му полку вирджинского ополчения. Полк вступил на службу Конфедерации в июле 1861 года. Его роты были набраны в Портсмуте и Петерсберге, а также в округах Нэнсмонд, Динвиди, Серри, Остров Уайт, Саутгемптон, и Галифакс. Его первым полковником стал Роджер Прайор, майором — Джозей Майо. 6 ноября Майо стал подполковником, а капитан Джозеф Скотт — майором.

## Боевой путь
Три роты участвовали в сражении при Биг-Бетель. 6 ноября 1861 года майор Майо получил звание подполковника, а капитан роты Е, Джозеф Скотт, стал майором. Весной 1862 года полк был включён в бригаду Релей Колстона. 16 апреля полковник Прайор получил звание генерала и возглавил бригаду. 27 апреля полк прошел реорганизацию. Теперь он насчитывал 550 человек, Майо был выбран полковником, Скотт стал подполковником, а капитан Александр Кэлкотт стал майором.
Полк прошёл все сражения Северовирджинской армии от Уильямсберга до Геттисберга за исключением весны 1863 года, когда он участвовал в экспедиции в Саффолк. Позже он принимал активное участие в конфликтах в Плимуте, Дрюри-Блафф, Колд-Харбор, осады Петерсберга к югу и северу от реки Джеймс и в отступлении к Аппоматтоксу.
В полку было 550 человек в апреле 1862 года. 97 человек было потеряно в ходе Семидневной битвы. Во время мерилендской кампании полк состоял в бригаде Роджера Приора и потерял в боях 19 человек. 11 было потеряно во Фредериксбергском сражении. К началу сражения при Геттисберге в полку числилось 332 человека, и он числился в бригаде Кемпера. Он участвовал в «атаке Пикетта», где потерял почти 35 % своего состава и знамя полка. Многие солдаты полка попали в плен при в Файв-Форкс и в сражении при Сайлерс-Крик. На момент капитуляции в полку оставался 1 офицер и 60 рядовых.
Офицеры полка: полковники Джозеф Майо и Роджер Приор и подполковники А. Д. Калкотэ, Уильям Х. Прайор, и Джозеф В. Скотт.